# Cremer & Wolffenstein

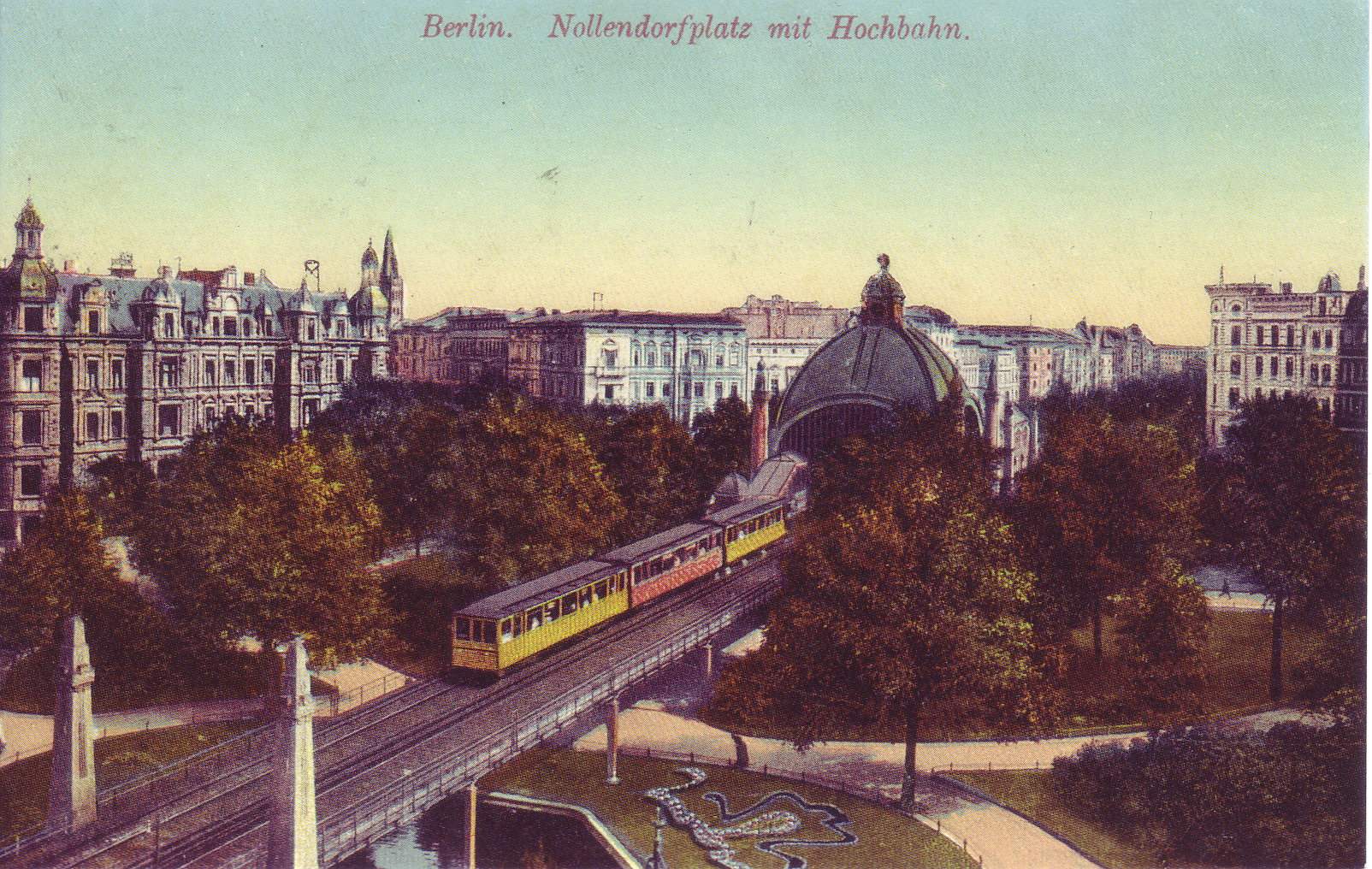
Carte postale montrant la Nollendorfplatz vers 1900, avec le Hochbahn et le dôme Art nouveau de Cremer & Wolffenstein

L'agence d'architecture Cremer & Wolffenstein a été fondée en 1882 par Richard Wolffenstein (1846-1919) et Wilhelm Cremer (1845-1919) et a disparu avec la mort de ses deux fondateurs. Pendant la période appelée Gründerzeit à Berlin, les années de rapide expansion industrielle en Allemagne à la fin du XIXe siècle, cette agence fut très prolifique, et dans des aspects architecturaux très variés.
À la tête de l'une des plus grosses agences d'architecture de la capitale allemande au tournant du siècle, Cremer et Wolffenstein dessinèrent des bâtiments aussi bien résidentiels que commerciaux, administratifs, de service ou religieux. Ils construisirent de nombreuses synagogues, gagnèrent la deuxième place en 1882 du concours pour le Reichstag, et furent aussi impliqués dans la planification du Hochbahn, métro aérien, entre Kreuzberg et Nollendorfplatz.

## Wilhelm Cremer
Wilhelm Albert Cremer est né le 15 novembre 1845 à Cologne et mort le 28 mars 1919 à Berlin. En 1867 il obtint un diplôme en maçonnerie, préalable à de longues études, s'étalant de 1868 à 1875 à la Berliner Bauakademie.  En parallèle de sa formation et en privé, il suit des cours avec August Orth. Après ses études il s'installa comme architecte et enseigna à la Unterrichtsanstalt des Kunstgewerbemuse ums Berlin, où il devint professeur titulaire à partir de 1885. En 1878 à l'école, il fit la connaissance de Richard Wolffenstein, professeur comme lui, et en 1882 ils créèrent ensemble l'agence d'architecture Cremer & Wolffenstein. C'est avec ce dernier que le 8 juin 1879 il devint un membre fondateur de la Vereinigung Berliner Architekten, un syndicat d'architectes berlinois dérivé de l'Architekenverein zu Berlin pour architectes du privé. À partir de 1883 il enseigna aussi à l'université technique de Berlin. En 1907 il fut nommé à la tête du département de planification urbaine et en 1912 devint membre du Geheimen Baurat (conseil privé). Peu de projets personnels, c'est-à-dire en hors de leur agence commune, sont connus, mais on relèvera quand même son église évangélique de Neuwied en 1880. Cremer était chrétien même s'il fut partenaire d'une l'agence qui a conçu de nombreuses synagogues.

## Richard Wolffenstein
Richard Wolffenstein est né le 7 septembre 1846 à Berlin et est mort le 13 avril 1919 à Berlin. Il était le fils d'un industriel en textile et étudia le commerce dont il obtint un diplôme supérieur en 1864. Il suivit un apprentissage en tant que maçon entre 1864 et 1868, et étudia subséquemment à la Berliner Bauakademie. À côté de sa formation il travailla dans les agences d'architecture Kyllmann & Heyden et Hude & Hennicke. Après l'examen de maître constructeur en 1873, il se consacra plus spécifiquement avec l'architecte Wilhelm Neumann à l'administration publique pendant les trois années suivantes. De 1876 à 1878 il entreprit un voyage d'étude approfondi en Italie, aux Pays-Bas, au Royaume-Uni, en France et en Espagne. Grâce aux cours qu'il donna à la Unterrichtsanstalt des Kunstgewerbemuseums Berlins de 1878 à 1896 il rencontra Wilhelm Cremer, et en 1882 ils montèrent l'agence Cremer & Wolffenstein. Richard Wolffenstein devint membre de la Vereinigung Berliner Architekten le 8 juin 1879. En 1907 il devint Baurat et en 1912 il devint membre du Geheimen Baurat.

## Synagogues

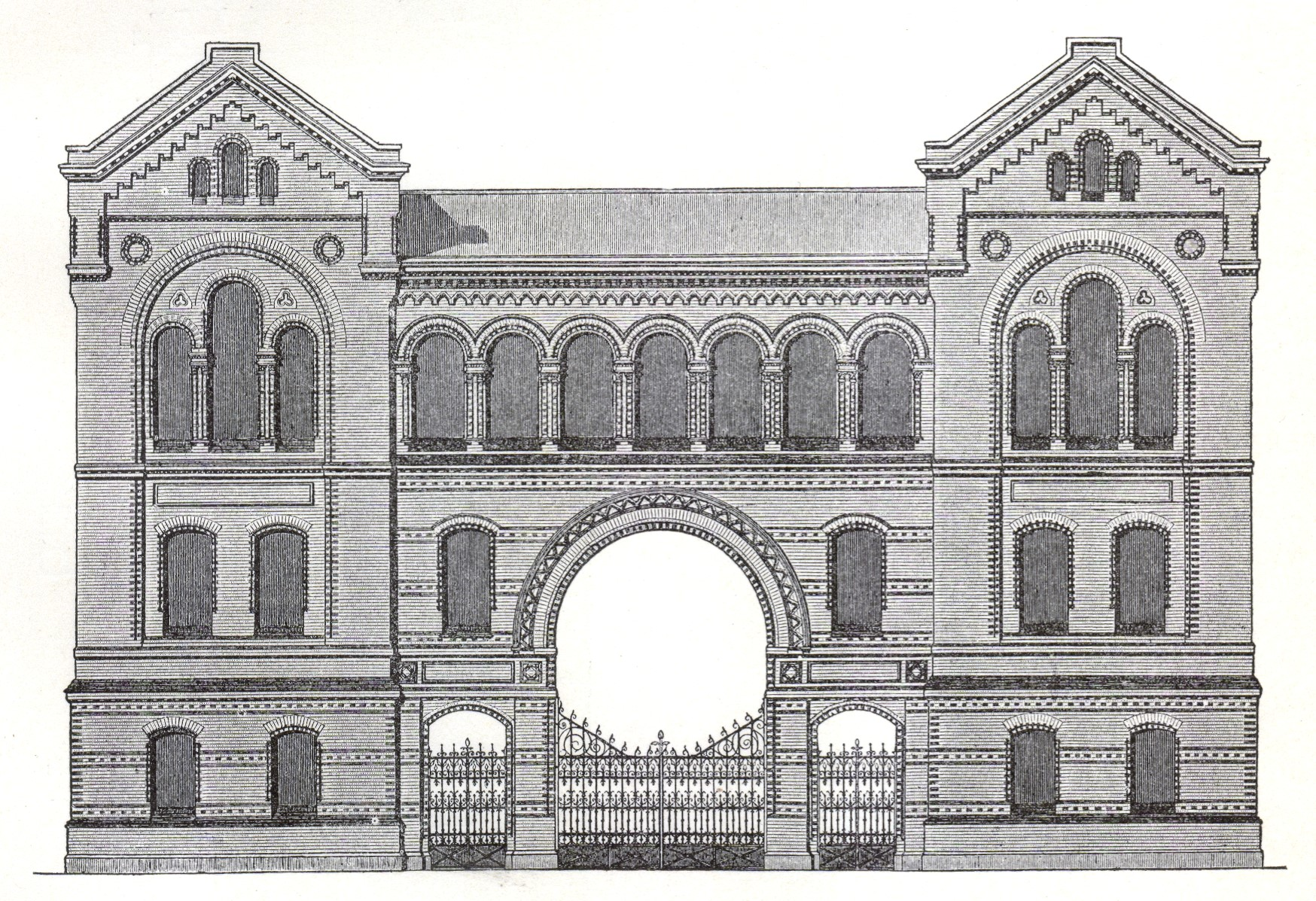
Façade de la synagogue sur la Lindenstraße à Kreuzberg à Berlin (1889-1891) ; détruite pendant la Nuit de Cristal.

Les synagogue furent une spécialité de cette agence, peut-être parce que Wolffenstein venait d'une famille juive. Les deux architectes sont considérés comme les représentants les plus importants dans la construction de synagogues lors de la Gründerzeit. Pour leur travail dans ce champ spécifique ils trouvèrent leur inspiration dans la synagogue de Dresde (détruite en 1938 pendant la Nuit de Cristal), le seul bâtiment religieux de Gottfried Semper, avec son concept simple et basique de composition à partir de cubes. Sur les onze synagogues dessinées par Cremer & Wolffenstein, huit ont été construites. Mais toute ont connu le même sort que leur modèle de Dresde et furent détruites lors de la Nuit de Cristal.
En 1996, la synagogue de Linderstraße fut le sujet d'un mémorial conçu par Zvi Hecker, Eval Weizmann et le sculpteur Micha Ullman. Dans la cour de ce qui est aujourd'hui un bâtiment de bureaux, ils ont dessiné une composition de banches à béton sur l'emplacement des fondations de la synagogue d'origine. La cour et le mémorial sont accessibles par une large ouverture au rez-de-chaussée, rappelant plutôt le passage central monumental dans le bâtiment de Cremer & Wolffenstein.

## Style

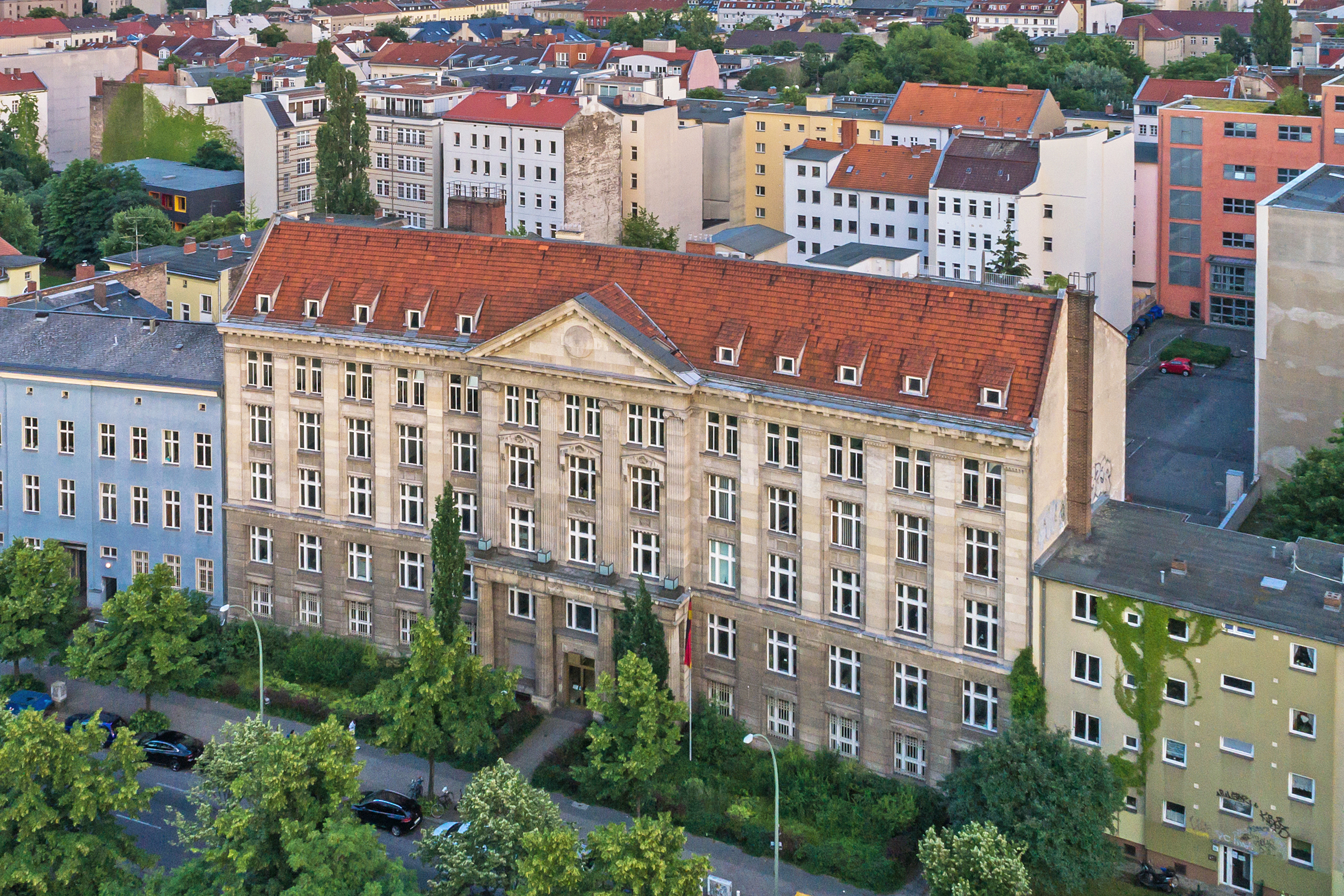
Bâtiment administratif dOrenstein & Koppel à Tempelhofer Ufer 23-24 à Berlin (1913-1914).

L'agence Cremer & Wolffenstein était renommée pour ses projets simples et fonctionnels. Initialement les deux architectes préféraient les influences néo-renaissance, mais ensuite ils ont utilisé des styles historiques variés. Les immeubles d'habitations et de bureaux sur la Kaiser-Wilhelm-Straße furent parmi les premiers bâtiments néo-baroques de Berlin. Dans quelques réalisations peuvent être décelées des influences de l'Art nouveau, bien que leur tendance générale soit plutôt tournée vers l'éclectisme.

## Galerie

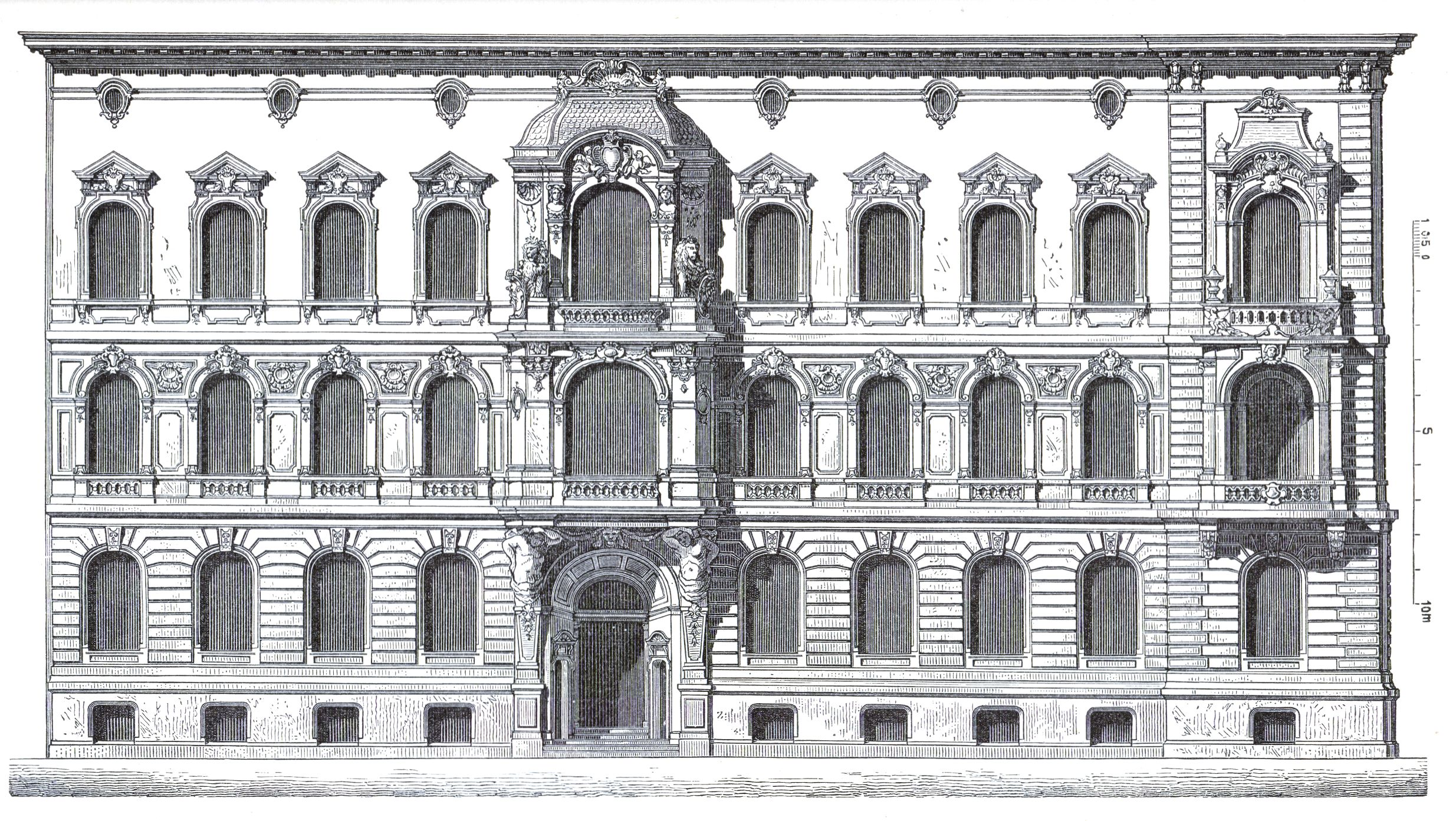
Projet d'immeuble résidentiel et de bureaux à l'angle de la Behrenstraße et de la Wilhelmstraße, Berlin (1886-1887, démoli)
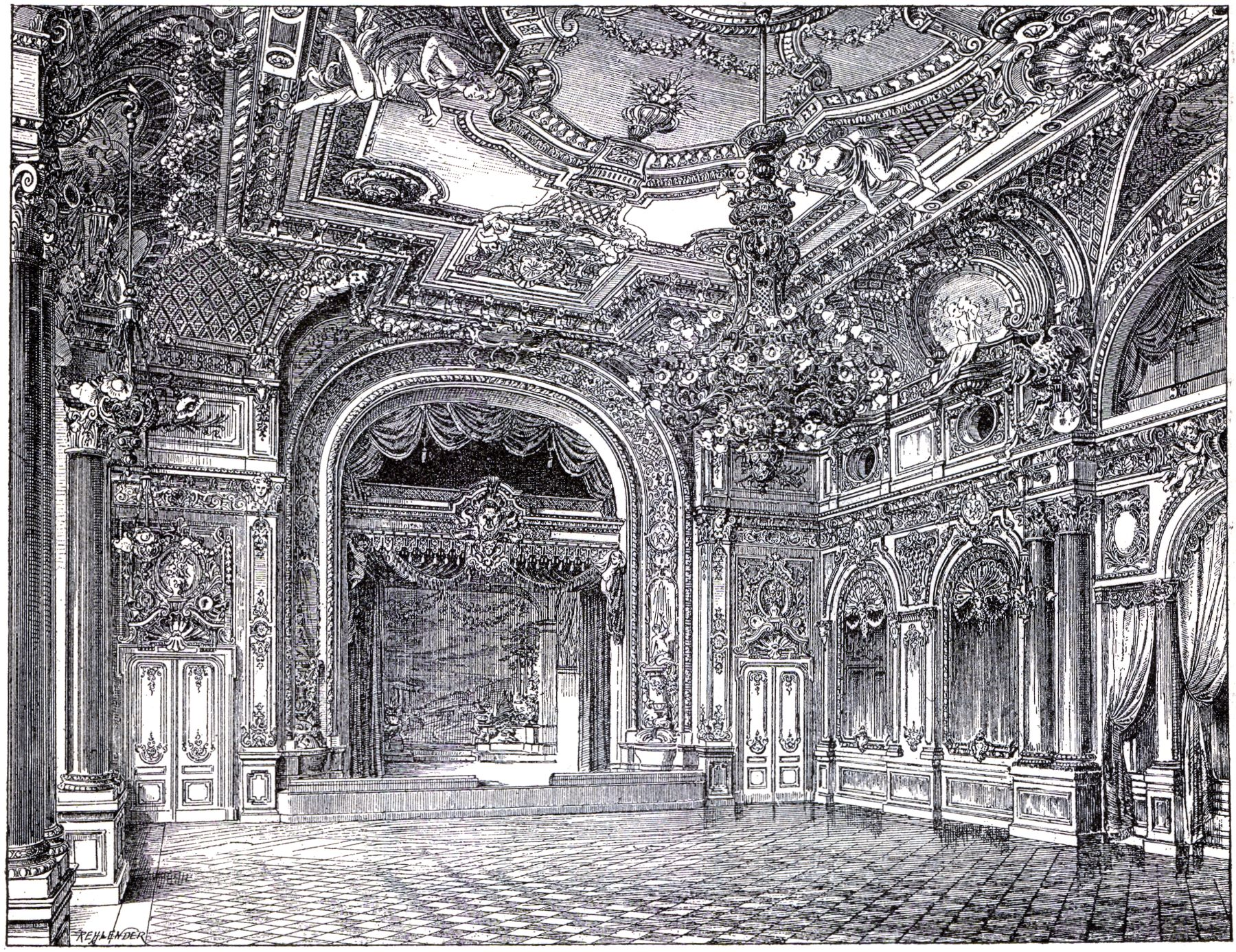
Salle de danse de la maison de Geselliger Verein der Freundschaft und der Freude (1887, démolie)
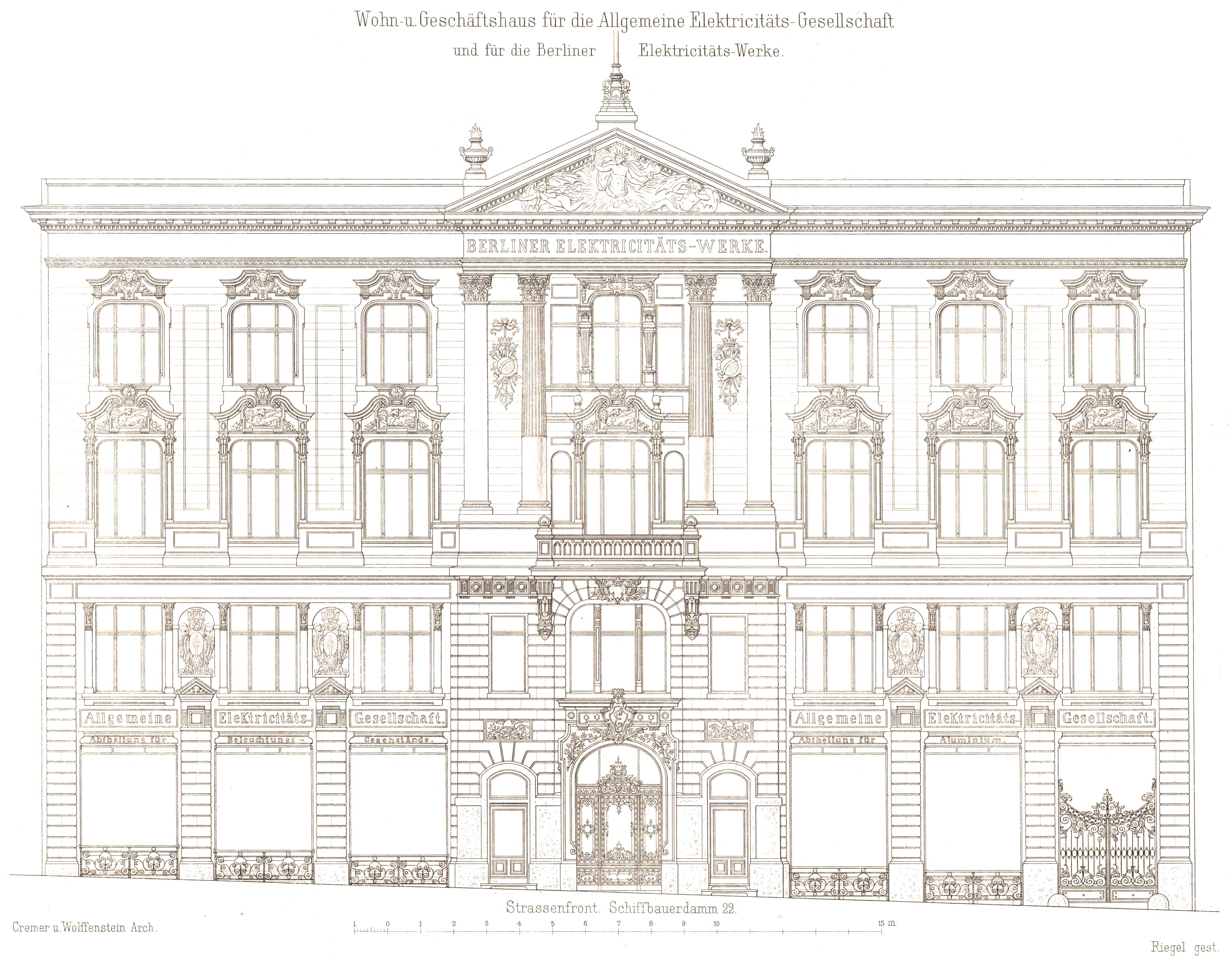
Façade du bâtiment administratif d'AEG au 22 Schiffbauerdamm à Berlin (1888-1890, démoli)
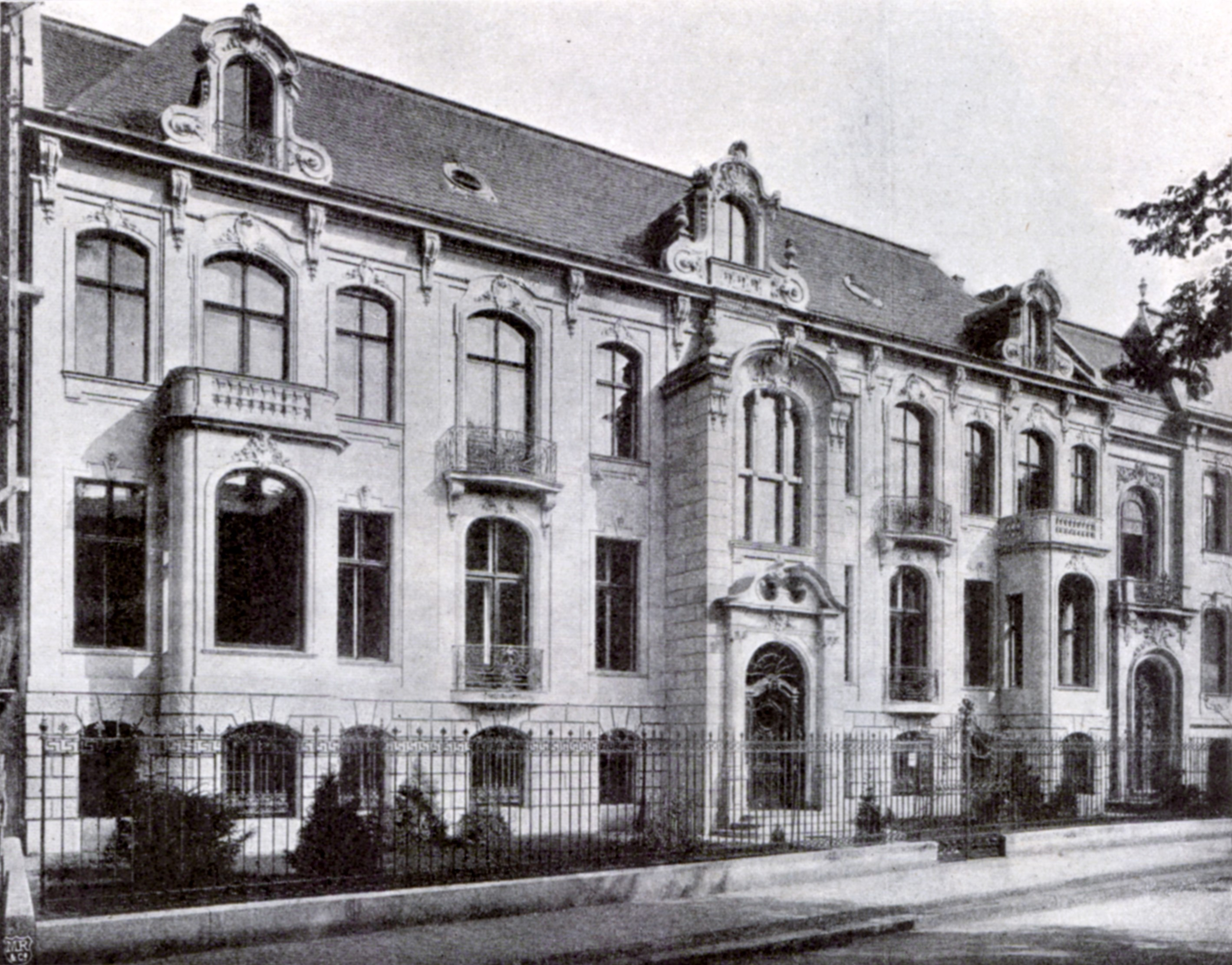
Immeuble d'habitation au 32 et 33 Mathäikirchstraße (1893-1894, démoli)
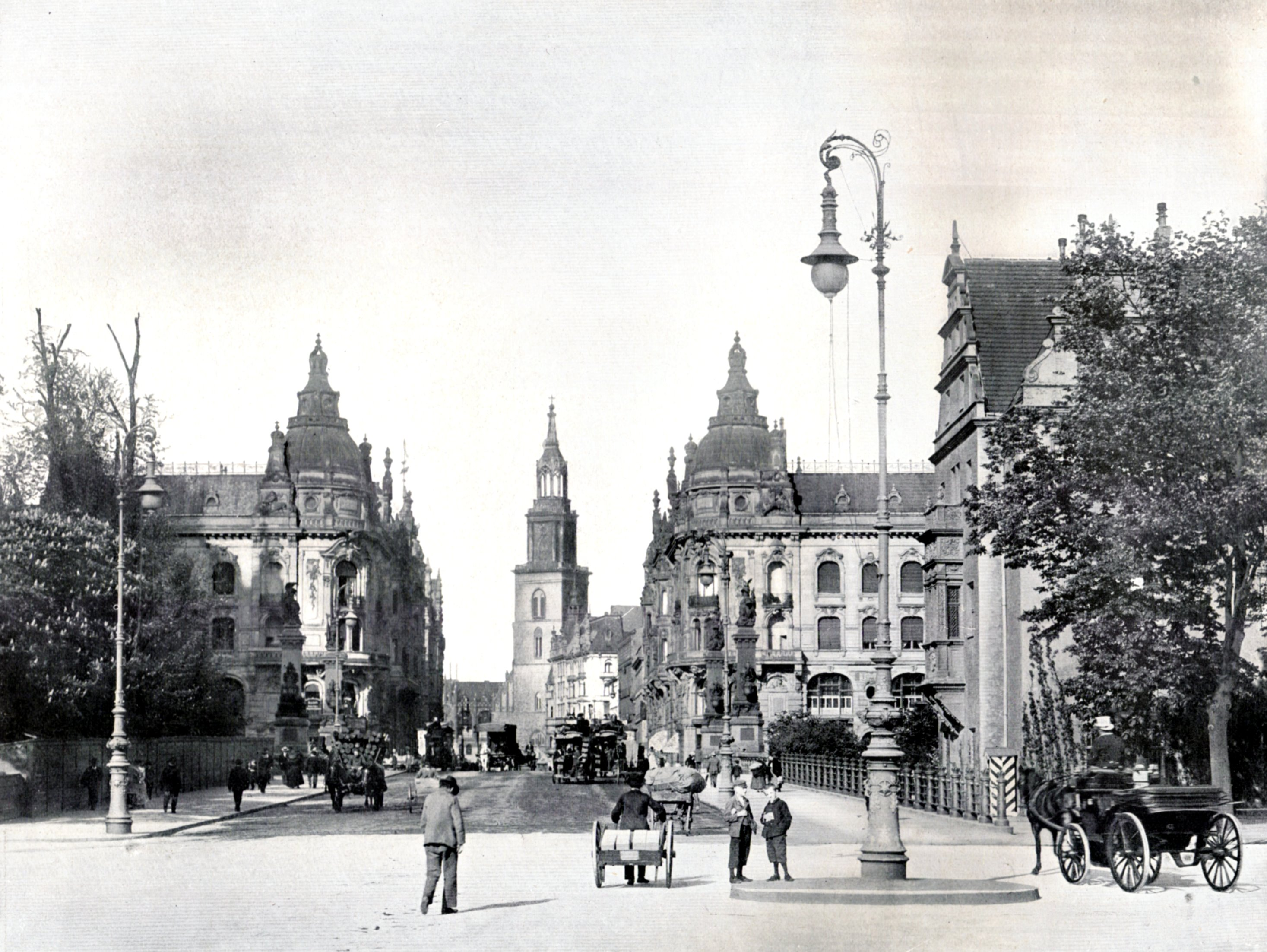
Kaiser-Wilhelm-Straße avec ses façades de Cremer & Wolffenstein (vers 1900)
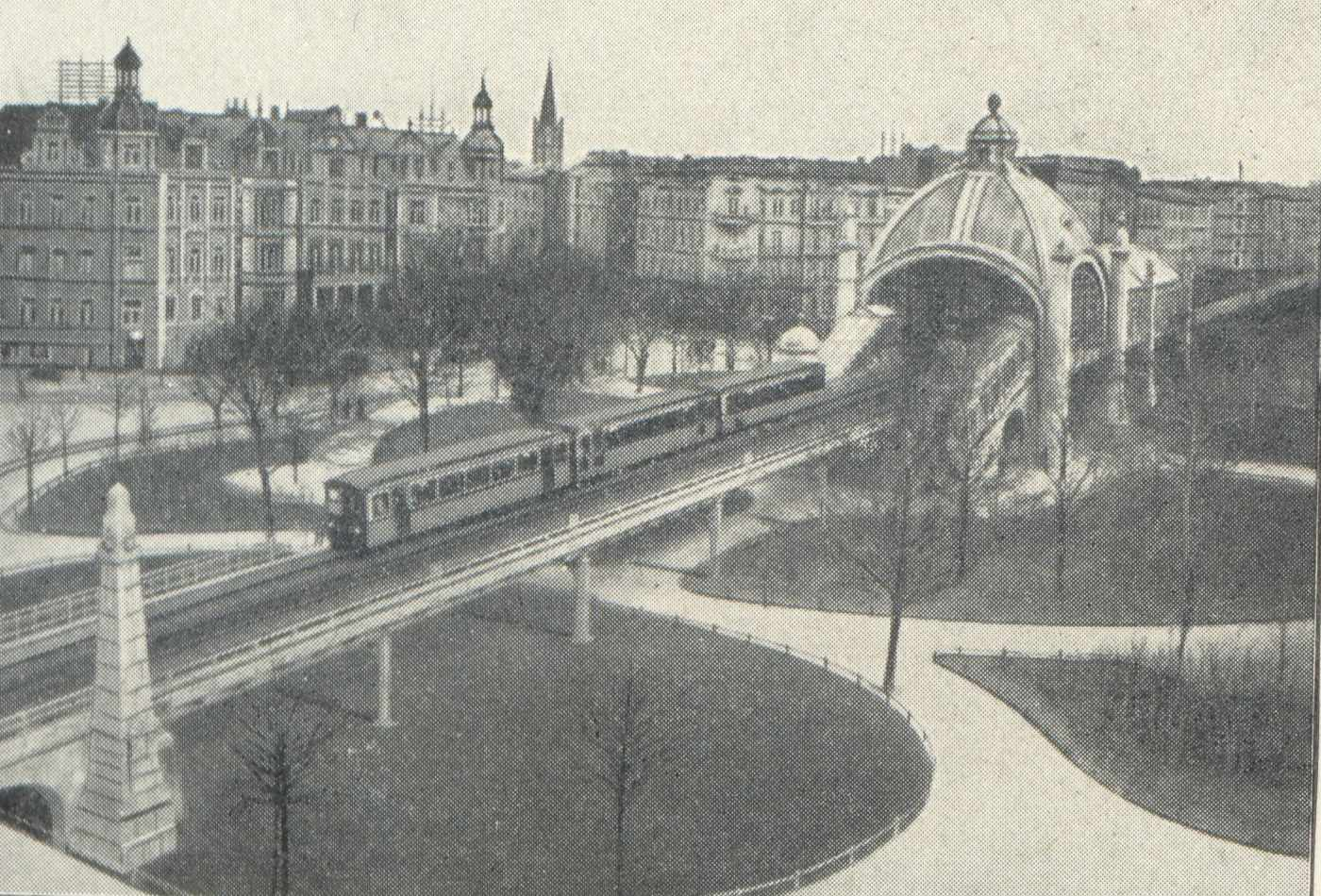
Le métro aérien et le dôme originel de la gare Nollendorfplatz (1902)
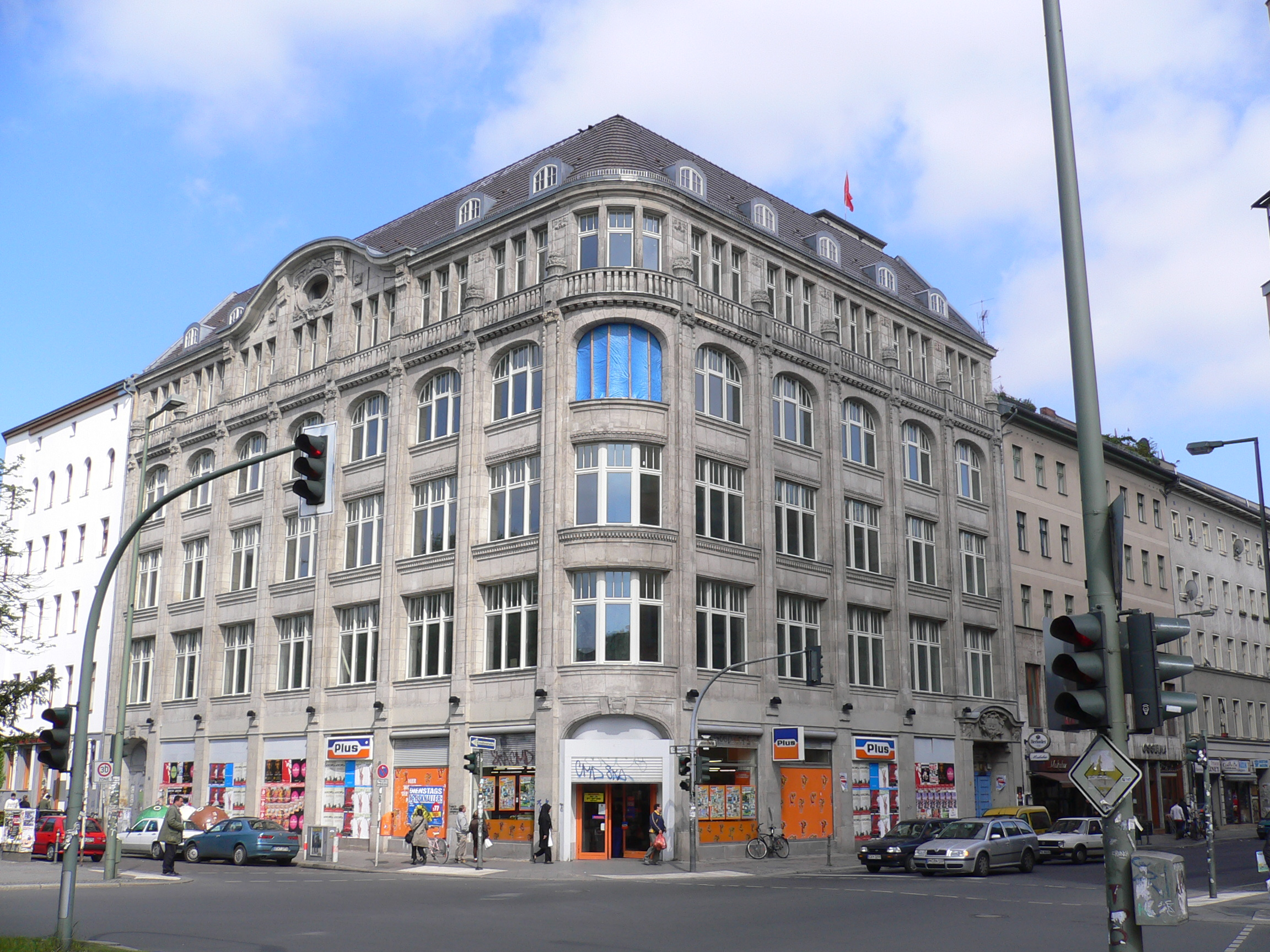
Bâtiment administratif d'Oranienplatz/Ornanienstraße 40/41 (1913)
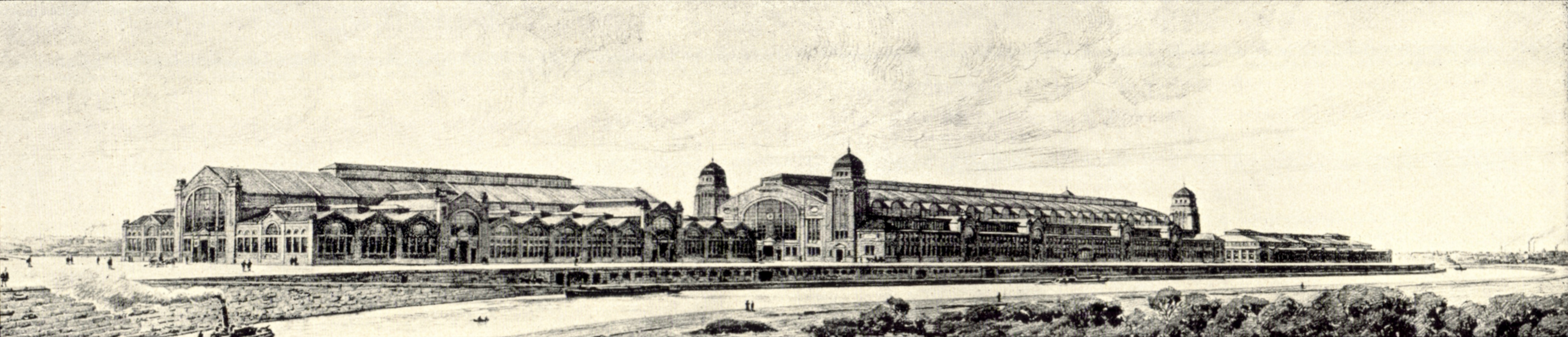
Projet de marché couvert à Berlin (1914)
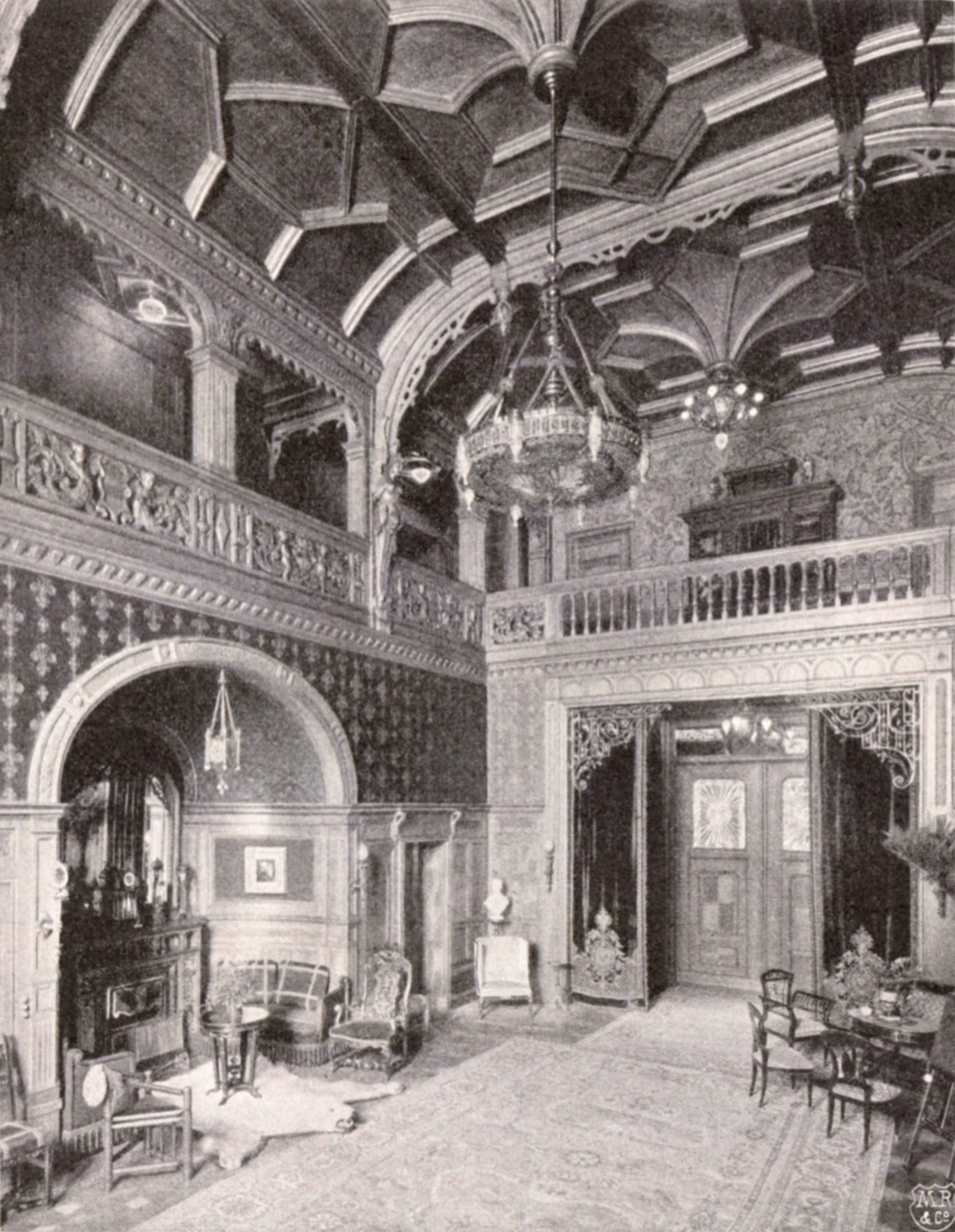
Villa Steinthal - hall d'entrée (démoli)
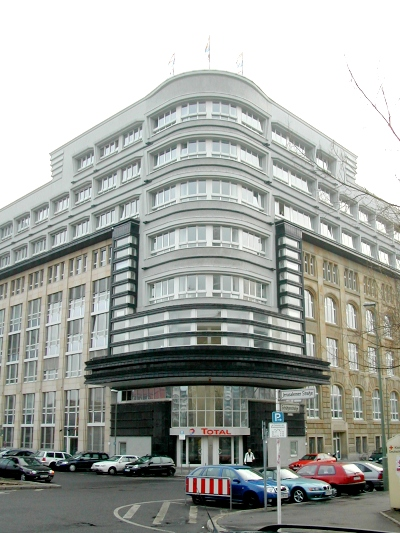
Mossehaus, à l'angle de la Jerusalemer Straße et de la Schützenstraße. En 1921-1923 Erich Mendelsohn rajouta des étages de style expressionniste au bâtiment endommagé construit par Cremer & Wolffenstein en 1901-1903.
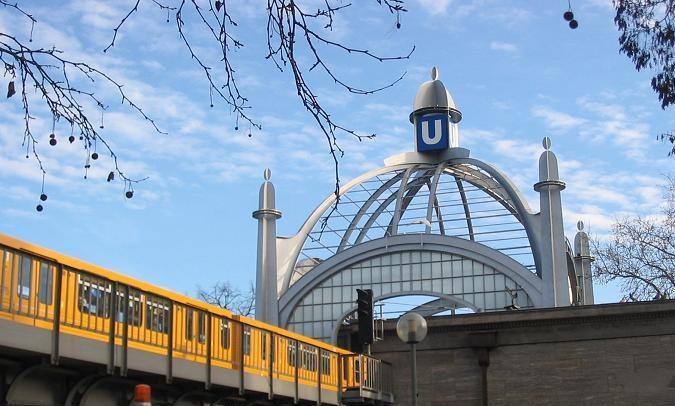
En 2002 la gare de U-Bahn Nollendorfplatz a reçu un dôme en verre s'inspirant de celui d'origine, conçu par Cremer & Wolffenstein